# May 28, 1975 Olympia, Paris, France
May 28, 1975 Olympia, Paris, France – piąty album duetu Fripp & Eno wydany w 2011 roku przez wytwórnię DGMLive.com jako digital download, a 13 września 2014 roku jako album pod zmienionym tytułem Live in Paris 28.05.1975.

## Charakterystyka albumu
Album zawiera zapis koncertu duetu Fripp & Eno, który miał miejsce 28 maja 1975 roku w paryskiej Olympii. Muzycy byli częściowo przesłonięci przez loop filmowy przedstawiający konia kłusującego bez końca po podwórku. Koncert bardziej przypominał instalację artystyczną niż tradycyjny występ, którego większość publiczności oczekiwała. Zapis koncertu z pierwszego wieczora został wydany jako bootleg. Nagrania te zostały później poddane licznym, żmudnym zabiegom konserwatorskim Alexa Mundy’ego z DGM, który odizolował, usunął szumy i zsynchronizował elementy z taśm nagrane żywo z loopami studyjnymi w celu wyprodukowania ostatecznego materiału muzycznego. To historyczne nagranie dokumentuje niezwykle rzadki zapis owianej tajemnicą wspólnej trasy koncertowej dwóch najbardziej kreatywnych i fascynujących postaci rocka. Poddany remasteringowi koncert wypełnił dwa krążki trzypłytowego wydawnictwa. Znalazły się tam utwory z obu wydanych wcześniej albumów duetu: (No Pussyfooting) i Evening Star. Stronę trzecią wydawnictwa wypełniły loopy i solówki gitarowe Frippa. Później dodano utwór „Later On”, stanowiący stronę B singla Eno „The Seven Deadly Finns”.
Album, zatytułowany May 28, 1975 Olympia, Paris, France, został udostępniony w 2011 roku na stronie dgmlive.com jako digital download w postaci 18 plików FLAC lub MP3, a 13 września 2014 roku jako album pod zmienionym tytułem Live in Paris 28.05.1975.

## Lista utworów

### Zestaw utworów na wydawnictwie download
Utwory zostały zgrupowane w 3 częściach, aby ułatwić ich wypalenie na płycie CD-R.
Dysk 1:
| 1. | Water On Water                      | 10:46 |
|    |                                     |       |
| 2. | A Radical Representative Of Pinsnip | 9:39  |
|    |                                     |       |
| 3. | Swastika Girls                      | 7:44  |
|    |                                     |       |
| 4. | Wind On Wind                        | 3:14  |
|    |                                     |       |
| 5. | Wind On Water                       | 9:19  |
|    |                                     |       |
| 6. | A Near Find In Rip Pop              | 7:23  |
|    |                                     |       |
|    |                                     | 48:05 |
|    |                                     |       |
Dysk 2:
| 1. | A Fearful Proper Din | 4:10  |
|    |                      |       |
| 2. | A Darn Psi Inferno   | 4:59  |
|    |                      |       |
| 3. | Evening Star         | 6:06  |
|    |                      |       |
| 4. | An Iron Frappe       | 10:31 |
|    |                      |       |
| 5. | Softy Gun Poison     | 12:31 |
|    |                      |       |
| 6. | An Index Of Metals   | 7:21  |
|    |                      |       |
|    |                      | 45:38 |
|    |                      |       |
Dysk 3:
| 1. | Test Loop I                                   | 4:06  |
|    |                                               |       |
| 2. | Test Loop II                                  | 0:46  |
|    |                                               |       |
| 3. | Loop Only A Radical Representative Of Pinsnip | 10:40 |
|    |                                               |       |
| 4. | Loop Only Wind On Water                       | 9:52  |
|    |                                               |       |
| 5. | Loop Only A Darn Psi Inferno                  | 5:43  |
|    |                                               |       |
| 6. | Loop Only Softy Gun Poison                    | 14:37 |
|    |                                               |       |
|    |                                               | 45:44 |
|    |                                               |       |

### Zestaw utworów na płycie CD
Te sam utwory, co w wersji download, wzbogacone dwoma nagraniami bonusowymi:
- Loop Only: Wind On Water Reversed,
- Later On (Single B Side)[1]

## Twórcy
- Robert Fripp – gitara
- Brian Eno – urządzenia elektroniczne, loopy